# TPA noticias
Televisión Pública Argentina noticias (acrónimo de TPANIticias) fue un noticiero argentino emitido por la Televisión Pública Argentina, con varias ediciones dentro de la grilla del canal estatal. El programa fue el sucesor del informativo Televisión Pública noticias. 
También cuenta con columnistas especializados en economía, política, deportes y espectáculos, entre otros.
Además de las ediciones regulares, cuenta con un programa que trata noticias del ámbito internacional, TPA noticias Internacional.
El noticiero comenzó a emitirse el 7 de agosto de 2017 a las 21:00 y finalizó el 21 de febrero de 2020 retomando el nombre anterior.

## Conductores
- Karin Cohen (2017-2018)
- Pablo Vigna (2017-2020)
- Alejandro Puertas (2017-2020)
- Maby Wells (2017-2018)
- Silvia Fernández (2017-2019)
- Daniel López (2017-2019)
- Gabriela Previtera (2017-2019)
- Amalia Díaz Guiñazú (2017-2019)
- Gisela Vallone (2018-2019)
- Karina Taberne (2018-2019)
- Ana Pedraza (2018-2019)
- Ramiro Outeda (2017)
- Mariana Gerez (2017)
- Facundo Gaona (2018)
- Juan Mascardi (2019)
- Lucía Bulacios (2019)
- Carlos Gómez (2019)
- Damián Glanz (2019)
- Monchi Balestra (2019)
- María Areces (2019)

## Coconductores invitados (2017-2019)
Los periodistas que vienen del interior del país:
| Periodista                                             | Período                                 |
| ------------------------------------------------------ | --------------------------------------- |
| Catalina Aragona Acequia TV (Mendoza)                  | 8-18 de agosto de 2017.                 |
| Silvana Olivieri Canal 9 (La Rioja)                    | 21 de agosto-1° de septiembre de 2017.  |
| Diego Granda Canal 4 (San Salvador de Jujuy)           | 4-15 de septiembre de 2017.             |
| Natalia Gracianía Canal 13 (Río Grande)                | 18-29 de septiembre de 2017.            |
| Ana Pedraza Canal 10 (Tucumán)                         | 2-13 de octubre de 2017.                |
| Cruz Gómez Paz Teleocho (Córdoba)                      | 16-27 de octubre de 2017.               |
| Paula Moreno Canal 4 (Esquel)                          | 30 de octubre-10 de noviembre de 2017.  |
| Juan Manuel Sotullo Canal 12 (Trenque Lauquen)         | 13-24 de noviembre de 2017.             |
| Laura Davini Canal 3 (Santa Rosa)                      | 27 de noviembre-8 de diciembre de 2017. |
| Facundo Gaona Chaco TV                                 | 11-22 de diciembre de 2017.             |
| Karina Taberne Canal 9 (Río Gallegos)                  | 25-29 de diciembre de 2017.             |
| Gisela Vallone Canal 13 (Santa Fe)                     | 1°-31 de enero de 2018.                 |
| Evangelina Ramallo Canal 9 Litoral                     | 12 de febrero-2 de marzo de 2018.       |
| Soledad Hompanera Canal 7 (Rawson)                     | 2-13 de abril de 2018.                  |
| Maximiliano Acosta Canal 12 (Posadas)                  | 16-27 de abril de 2018.                 |
| Adrián Fiorito Televisión Pública Fueguina (Ushuaia)   | 30 de abril-11 de mayo de 2018.         |
| Juan Mascardi Canal 5 (Rosario)                        | 6-17 de agosto de 2018.                 |
| Diana Casco T5 Satelital (Corrientes)                  | 20-31 de agosto de 2018.                |
| Sebastián Diez Lapacho Canal 11 (Formosa)              | 3-14 de septiembre de 2018.             |
| Karina Maureira Canal 7 (Neuquén)                      | 17-21 de septiembre de 2018.            |
| Cristian Sortino Canal 13 (San Luis)                   | 24 de septiembre-5 de octubre de 2018   |
| Yamila Chiodi Canal 12 (Trenque Lauquen)               | 8-19 de octubre de 2018.                |
| Carlos Gómez Canal 7 (Santiago del Estero)             | 29 de octubre-9 de noviembre de 2018.   |
| Belky Pennise Zavaley Catamarca Radio y Televisión     | 12-28 de noviembre de 2018              |
| Ana María Brizuela Canal 12 (Posadas)                  | 3-14 de diciembre de 2018.              |
| Antonella Punzino El Siete (Mendoza)                   | 22 de abril-3 de mayo de 2019.          |
| Inés Auza de Bairos Moura Canal 4 Cableexpress (Salta) | 6-17 de mayo de 2019.                   |
| Julio Kloppenburg Canal 10 (Córdoba)                   | 20-31 de mayo de 2019.                  |
| Gustavo Llabra Catamarca Radio y Televisión            | 3-14 de junio de 2019.                  |
| Daniel Gómez Canal 12 (Posadas)                        | 17-28 de junio de 2019.                 |
| Soledad Hompanera Canal 7 (Rawson)                     | 1°-12 de julio de 2019.                 |
| Myriam Azcurra Televisión Publica Fueguina (Ushuaia)   | 15-26 de julio de 2019.                 |
| Silvana Olivieri Canal 9 (La Rioja)                    | 29 de julio-9 de agosto de 2019.        |
| Flavia Padín Telefe Rosario                            | 26 de agosto-6 de septiembre de 2019.   |
| Dayana Reichembach T5 Satelital (Corrientes)           | 9-20 de septiembre de 2019.             |
| Nicolás Colpo Canal 13 (San Luis)                      | 23 de septiembre-4 de octubre de 2019.  |
| Cecilia Insaurralde Chaco TV                           | 8-18 de octubre de 2019.                |
| Matías Barrios Videotel (Palpalá)                      | 29 de octubre-8 de noviembre de 2019.   |

## Equipo periodístico

### Columnistas
| Secciones    | Columnista/s                                                             |
| ------------ | ------------------------------------------------------------------------ |
| Deportes     | Juan Carlos Fernández, Román Iucht y Pablo Tiburzi                       |
| Tránsito     | Hugo Palamara y Jorge Pipi                                               |
| Espectáculos | Alejo Álvarez Herrera, Gabriela Rádice, Ana Laura Román y Gabriel Fresta |
| Clima        | Gabriela Andrietti                                                       |
| Política     | Fernando Fraquelli y Gustavo Sierra                                      |

### Gerencia de noticias
Gerentes de noticias: Daniel Miguez y Federico Maya.
Producción general: Daniel Miguez.
Producción ejecutiva: Diego Wainstein, Adriana Amboage, Diego Ochoa, Mauricio Baratucci y Francisco Ali-Brouchoud.
Coordinación de edición: Esteban Madrussan y Norberto González.
Producción periodística: Federico Maya.
Producción: Gustavo Sánchez
Producción de móvil: Paolo Menghini, Gastón Fedeli, Pablo Ifantidis y Luis Simonetti.
Archivo: Renata Stella.
Redacción: Félix Arnaldo, Virginia Arce, Francisco Ali-Brouchoud y Daniel Terreno.

## Locutores
- Roberto Gómez Ragozza
- Pedro Dizán
- Karina González
- Alejandra Muro Cash
- Claudio Ciani
- Nelly Vázquez
- Félix Taylor